# Anna Maria (Name)
Anna Maria (auch Anna-Maria) ist eine weit verbreitete Kombination der häufig vorkommenden weiblichen Vornamen Anna und Maria.

## Namensträgerinnen
Adlige (chronologisch)
- Anna Maria von Brandenburg-Ansbach (1526–1589), Prinzessin von Brandenburg-Ansbach, durch Heirat Herzogin von Württemberg
- Anna Maria von Braunschweig-Calenberg-Göttingen (1532–1568), durch Heirat Herzogin von Preußen
- Anna Maria von Anhalt (1561–1605), Prinzessin aus der Linie Anhalt-Bernburg-Zerbst
- Anna Maria von Brandenburg (1567–1618), durch Heirat Herzogin von Pommern
- Anna Maria von Hessen-Kassel (1567–1626), Prinzessin von Hessen-Kassel, durch Heirat Gräfin von Nassau-Saarbrücken
- Anna Maria von Brandenburg-Bayreuth (1609–1680), Prinzessin von Brandenburg-Bayreuth, durch Heirat Fürstin zu Eggenberg
- Anna Maria von Baden-Durlach (1617–1672), Tochter des Markgrafen Georg Friedrich von Baden
- Anna Maria von Sachsen (1836–1859), durch Heirat Erbgroßherzogin von Toskana
- Anna Maria zu Solms-Sonnenwalde (1585–1634), durch Heirat Gräfin von Hohenlohe-Langenburg

Andere (alphabetisch)
- Anna Maria Ablamowicz (1821–1917), englische Sopranistin und Gesangspädagogin
- Anna Maria Bennett (* um 1750; † 1808), walisische Schriftstellerin
- Anna Maria Carpi (* 1939), italienische Germanistin und Schriftstellerin
- Anna Maria Dieplinger (* 1970), österreichische Sozialwissenschaftlerin und Autorin
- Anna Maria Echterhölter (* 1973), deutsche Historikerin
- Anna Maria Ferrero (1934–2018), italienische Schauspielerin
- Anna Maria Jokl (1911–2001), österreichisch-israelische Schriftstellerin, Journalistin und Psychotherapeutin
- Anna Maria Krassnigg (* 1970), österreichische Regisseurin, Schauspielerin, Theaterleiterin und Autorin
- Anna Maria Lenngren (1754–1817), schwedische Schriftstellerin in der Zeit der Aufklärung
- Anna Maria Mozart (1720–1778), Mutter von Wolfgang Amadeus Mozart
- Anna Maria Mühe (* 1985), deutsche Schauspielerin
- Anna Maria Ortese (1914–1998), italienische Schriftstellerin
- Anna Maria Peduzzi (1912–1979), italienische Autorennfahrerin
- Anna Maria Schwegelin (1729–1781), Dienstmagd, letzte  auf dem Gebiet des heutigen Deutschland zum Tode verurteilte „Hexe“
- Anna Maria Strada (* ca. 1703; † 1775), italienische Opernsängerin (Sopran),
- Anna Maria Sturm (* 1982), deutsche Theater- und Filmschauspielerin sowie Sängerin
- Anna Maria Tobler (1882–1935), Schweizer Künstlerin
- Anna Maria Uusitalo (* 1983), schwedische Biathletin
- Anna Maria dal Violin (1696–1782), italienische Geigerin und Violinpädagogin
- Anna-Maria Zimmermann (* 1988), deutsche Sängerin